# Antoine Joseph de Hornes
Pour les articles homonymes, voir Horn.
Antoine-Joseph de Hornes (ou de Horn), comte de Hornes et du Saint-Empire, né le 21 novembre 1698 à Bruxelles et exécuté le 26 mars 1720 à Paris, est un aristocrate, officier et criminel du XVIIIe siècle, connu pour ses malversations et sa condamnation à mort.

## Biographie

### Origines familiales
Fils cadet de Philippe-Emmanuel de Hornes (1661-1718), prince de Hornes et grand d'Espagne, et de Marie-Antoinette de Ligne (1680-1720), Antoine-Joseph, comte de Hornes et du Saint-Empire, appartient à la très haute noblesse des Pays-Bas (l'actuelle Belgique) et descend d'une maison mentionnée dès le XIe siècle.
« Rien n'était comparable à la beauté de leurs quartiers » écrit la marquise de Créquy dans ses mémoires. Le jeune homme est en effet apparenté aux plus grands noms d'Europe, et est un cousin par alliance de Philippe, duc d'Orléans, régent de France lors de la minorité du roi Louis XV.
Pour être prestigieuse, sa lignée n'en est pas moins entachée par plusieurs scandales. Toujours selon les Souvenirs de la marquise de Créquy, son oncle paternel, grand-forestier de Flandres, avait tué son épouse, Agnès de Créquy, dans un accès de folie, tandis son grand-père maternel et son oncle maternel, les princes de Ligne, étaient tous deux devenus fous.

### Jeunesse indisciplinée
Enfant désobéissant, insolent et colérique, il décourage ses parents et ses précepteurs : l’étude le rebutait, la messe l’ennuyait, et le jeune comte passait pour un fainéant et un gredin de la pire espèce. Dès 1712, il aurait ainsi rencontré deux capucins à qui il aurait réclamé, sous la menace d'un pistolet, de renier Dieu.
Pour ses 15 ans, sa famille acquiert pour son compte un grade de capitaine et une compagnie de cent hommes, mais le jeune officier fait preuve d'un comportement déplorable, et le généralissime des armées impériales, le prince Louis de Bade, lui reprocha ses négligences dans le service et le fit mettre aux arrêts.
Révoqué de l'armée pour sa mauvaise conduite en 1717, Madame de Créquy rapporte que son frère aîné le punit en l'enfermant pour six mois dans son château de Werth. « Ses mauvais traitements exaspérèrent tellement le jeune prisonnier, qu'il en tomba dans un état de furie continuelle et d'aliénation complète » écrit encore la marquise. Après avoir assommé deux de ses geôliers à coups de bouteille, le jeune comte s'évade et séjourne quelque temps chez son frère, avant de partir pour Paris, sans doute vers la fin de l'année 1719.

### Le crime de la rue Quincampoix
Dans le Paris de la Régence, le système de Law connaît ses grandes heures. Les abords de la rue Quincampoix, où était installée la Banque générale, sont un quartier de courtiers, d'actionnaires et de négociants en tout genre.
Le comte de Hornes, enfiévré par les affaires, joueur et buveur, fréquente les tripots. Il prend parfois la précaution de se déguiser pour sortir la nuit, se faisant ainsi approcher par les racoleurs missionnés par l'abbé Dubois pour envoyer de jeunes gens vers la Louisiane.
Une nuit de mars 1720, il donne rendez-vous à un agioteur à la réputation douteuse, un certain Lacroix, dans un des repaires du n°54 de la rue Quincampoix, le cabaret de l'Épée-de-bois, sous prétexte d'un marché considérable d'actions de la Compagnie du Mississippi. Se trouvant avec deux complices, Laurent de Mille et un certain De Lestang, fils d'un banquier belge, le comte de Hornes entraîne Lacroix dans la petite rue de Venise voisine. Tandis que De Lestang fait le guet, le comte assassine Lacroix de plusieurs coups de couteau, pour s'emparer des 300 000 livres que renfermait son portefeuille. De Lestang prend la fuite en entendant la victime hurler et la population sortir dans la rue, se réfugie à son hôtel de la rue de Tournon, emporte ses valeurs et disparaît.
Arrêté en flagrant délit avec son second complice, le comte de Hornes est conduit à la Conciergerie. La nouvelle de son arrestation, de sa traduction en justice et de sa condamnation à l'infamant supplice de la roue suscitent une grande agitation au sein de l'aristocratie parisienne.
Philippe d'Orléans reçoit les nombreuses supplications de parents du comte, qui plaident dans une pétition « l'aliénation mentale » du jeune homme, et demandent au régent de commuer la peine en décapitation ou en prison perpétuelle. Outre le caractère dégradant de la roue, cette peine entraînait des conséquences sévères aux Pays-Bas et en Allemagne, les pays de la famille du comte de Hornes : oncles, tantes, frères et sœurs et les trois générations suivantes pouvaient être exclus d'entrer dans aucun noble chapitre, abbayes de chanoinesses ou évêchés souverains.
Inflexible, le régent répond à ses visiteurs : « J'en partagerai la honte avec vous, Messieurs. » (la formule « Quand j'ai du mauvais sang, je me le fais tirer » est sans doute apocryphe), et le comte de Hornes est exécuté en place de Grève,.

## Filmographie
Dans le film Que la fête commence... réalisé par Bertrand Tavernier en 1975, et consacré à la Régence de Philippe d'Orléans, Thierry Lhermite incarne le comte de Hornes.